# South Hams
South Hams este un district nemetropolitan în Regatul Unit, în comitatul Devon din regiunea South West, Anglia.

## Orașe din district
- Dartmouth
- Ivybridge
- Kingsbridge
- Salcombe
- Totnes

## Vedeți și
1. ↑   https://ons.maps.arcgis.com/home/item.html?id=a79de233ad254a6d9f76298e666abb2b Lipsește sau este vid: |title= (ajutor)